# Ivan Dudić
Ivan Dudić (Zimony, Jugoszlávia, 1977. február 13. –) hétszeres szerb válogatott labdarúgó, hátvéd.

## Pályafutása
Junior- és karrierje első éveit a Crvena Zvezdánál töltötte, ahonnan első profi éve után kölcsönadták a szintén jugoszláv elsőligás FK Železnik csapatához. Visszatérte után csapata meghatározó játékosa tudott lenni, a válogatottban is kerettaggá vált.
Játékára felfigyelt a portugál Benfica, ahol az elkövetkező 5 évet töltötte. Nem sikerült számára a beilleszkedés, kis idő múlva rendszeresen csak a B csapatban kapott szerepet, majd kölcsönadták a Rad Beogradhoz. Így 5 éves portugál szerződéséből hármat Szerbiában töltött.
Ekkor jött az RAEC Mons megkeresése, a belga második ligás csapatnál újra magára talált. Két év után újra hazatért, ezúttal a FK Bežanija csapatához.

### Zalaegerszeg
Egy év múlva ajánlott neki szerződést a ZTE, hogy foglalja el Kocsárdi Gergely helyét a védelem jobb oldalán.
Fél év után családi problémákra hivatkozva közös megegyezéssel szerződést bontott a ZTE-vel és az Újpesthez szerződött 2 és fél évre. A ZTE-ben lejátszott 12 meccsén gólt nem lőtt, három sárga és egy piros lapot kapott.

### Újpest
2010. április 27-én közös megegyezéssel felbontotta szerződését az újpesti klubbal, miután Kovács Zoltán sportigazgató közölte, hogy nem számolnak vele a következő szezonban.

## Sikerei, díjai
- Crvena Zvezda:
  - Jugoszláv bajnok: 1999
- Újpest FC:
  - Magyar bajnoki ezüstérmes: 2008

## Mérkőzései a jugoszláv válogatottban
| #  | Dátum               | Ellenfél       | Eredmény | Kiírás              | Esemény |
| -- | ------------------- | -------------- | -------- | ------------------- | ------- |
| 1. | 2000. május 25.     | Kína           | 2 – 0    | barátságos mérkőzés | 46' 58' |
| 2. | 2000. május 28.     | Dél-Korea      | 0 – 0    | barátságos mérkőzés |         |
| 3. | 2000. május 30.     | Dél-Korea      | 0 – 0    | barátságos mérkőzés | 46'     |
| 4. | 2000. június 13.    | Szlovénia      | 3 – 3    | Eb-csoportkör       |         |
| 5. | 2000. augusztus 16. | Észak-Írország | 2 – 1    | barátságos mérkőzés |         |
| 6. | 2000. szeptember 3. | Luxemburg      | 2 – 0    | Vb-selejtező        | 62'     |
| 7. | 2001. április 25.   | Oroszország    | 0 – 1    | Vb-selejtező        |         |